# Fridhemsbryggan

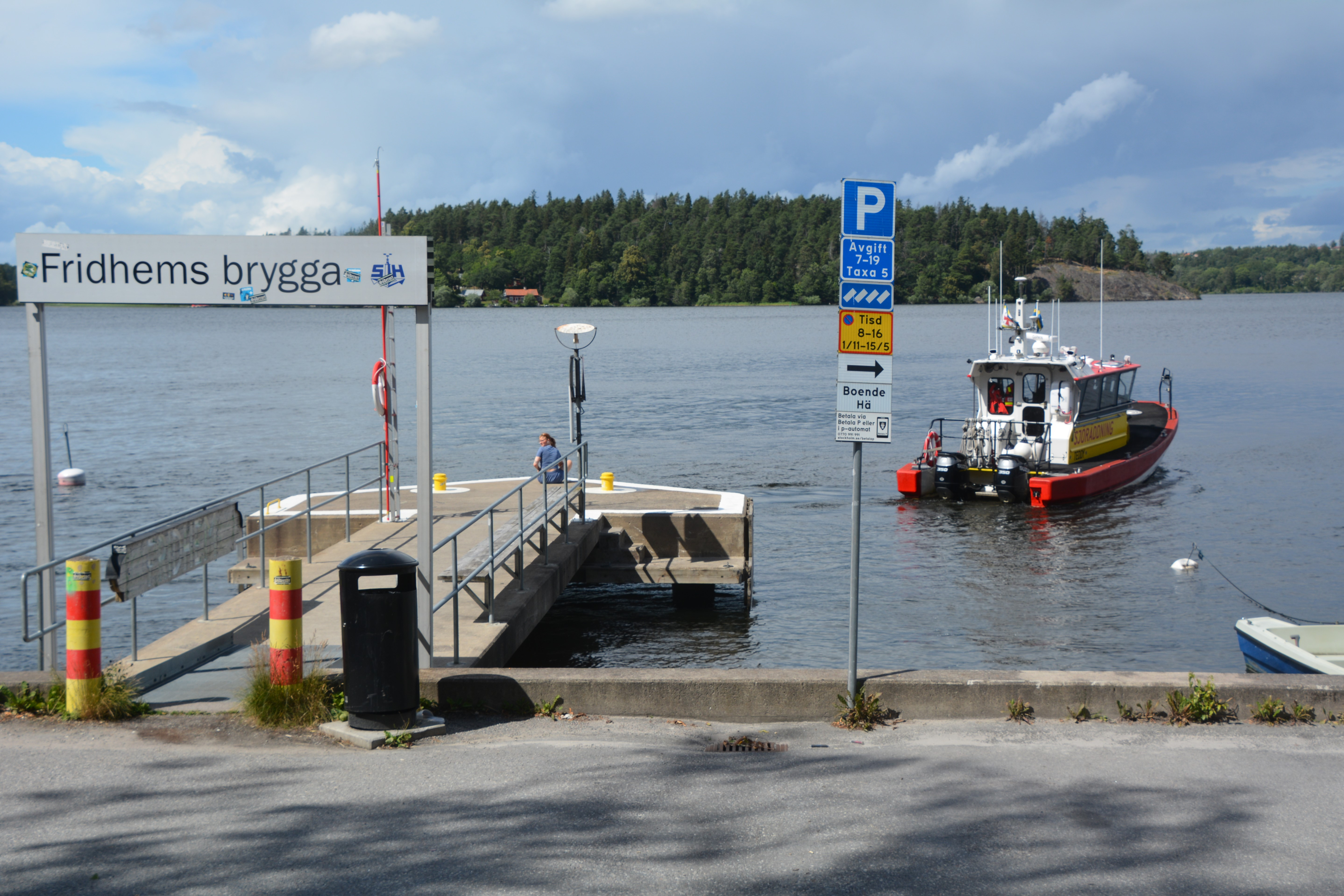
Rescue Teddy från Räddningsstation Munsö/Ekerö vid Fridhems brygga

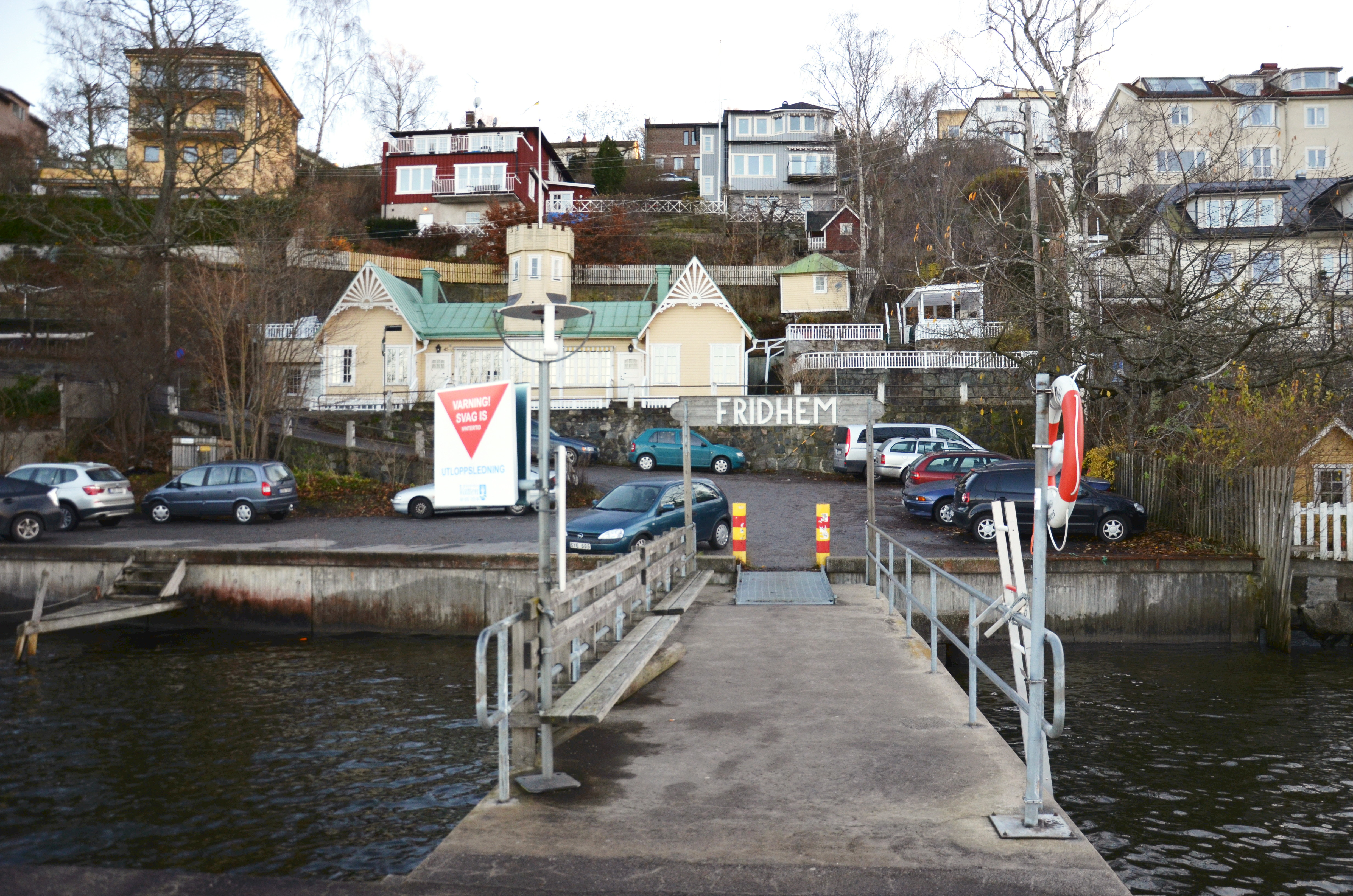
Fridhemsbryggan med det tidigare kaféet Bredablick vid Pettersbergsvägen i bakgrunden.

Fridhemsbryggan, eller Fridhems brygga, är en ångbåtsbrygga i Mälarhöjden i Stockholm. 

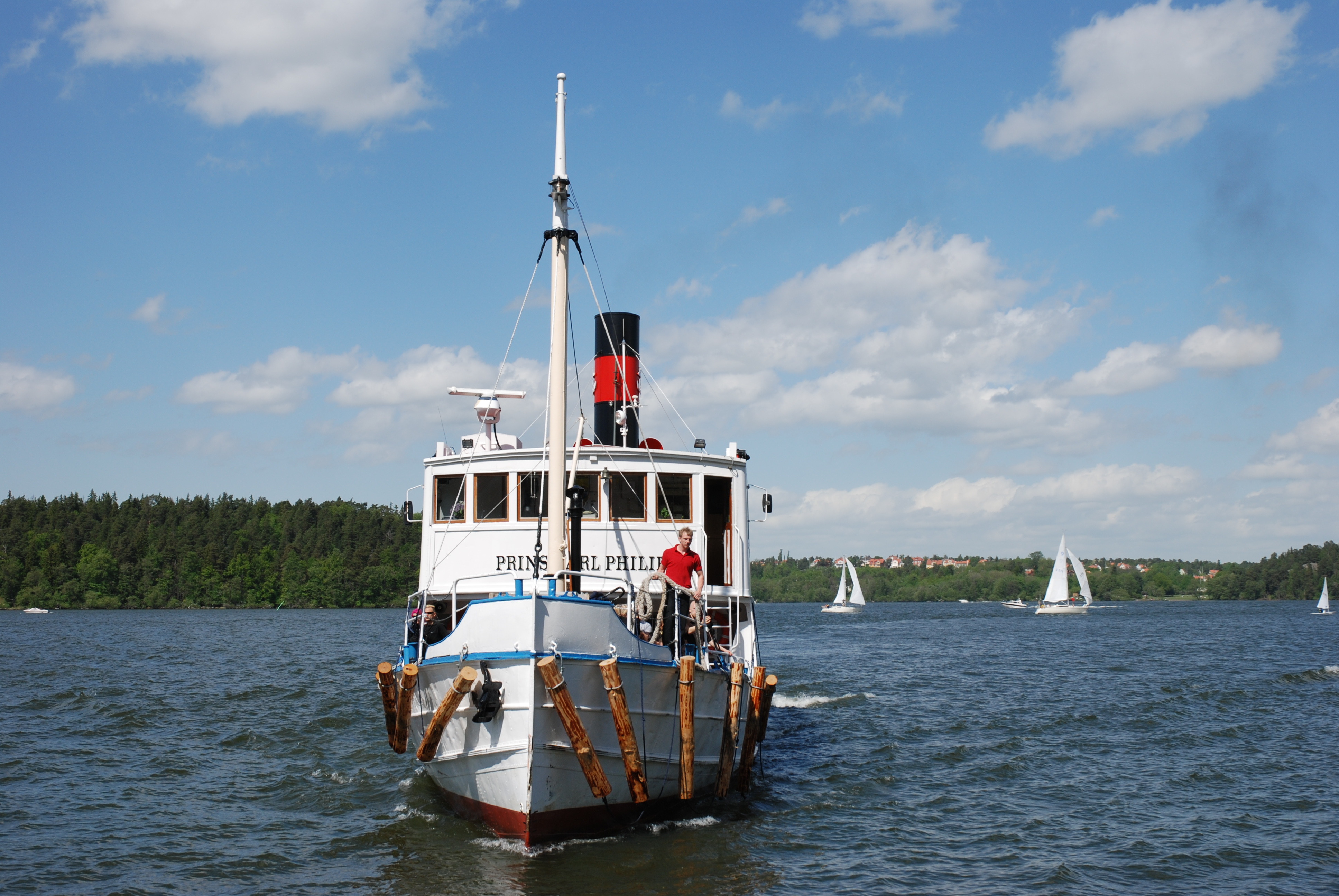
M/S Prins Carl Philip anlöper Fridhemsbryggan.

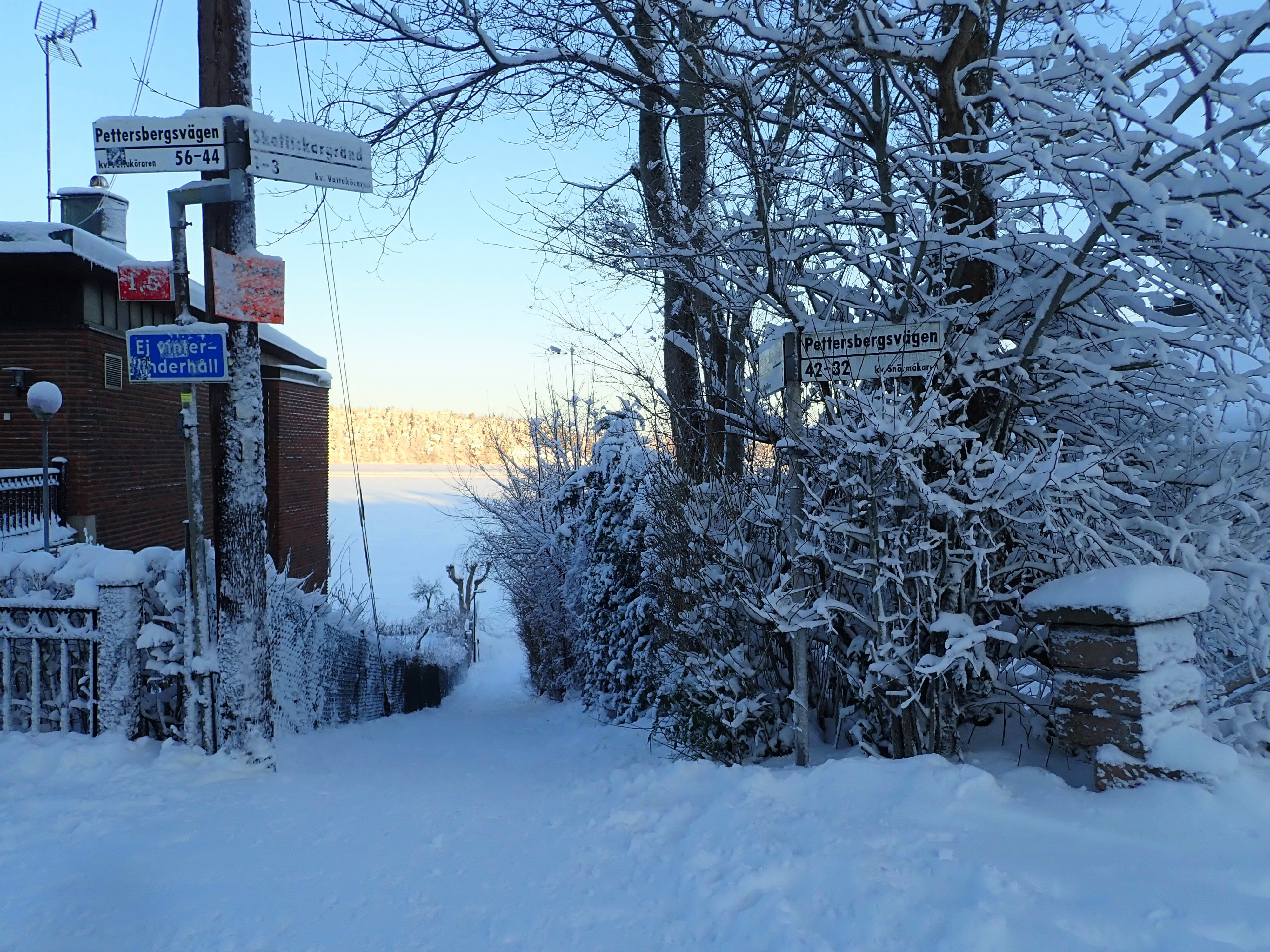
Fridhemsbryggans tidigare läge nere vid Skoflickargränd.

Den första ångbåtsbryggan för den dåvarande sommarhusbebyggelsen Fridhem hette Bedalunds brygga efter ett av de första husen från omkring 1877. Ångbåtarna lade senare till vid flera bryggor i området. Fridhems brygga låg ursprungligen vid nuvarande Skoflickargränd, där den fanns åtminstone till 1907. Det nuvarande läget för Fridhemsbryggan, åtminstone från 1909, är något väster om den tidigare, vid den plats där Pettersbergsvägen österifrån först kommer närma Mälaren.
Fridhemsbryggan var tidigare byggda av trä, den sista träbryggan från 1972, sedan regelbunden passagerarbåtstrafik återupptagits mellan Stockholm och Drottningholm av Strömma Kanalbolaget. Den ersattes 1985 av en brygga i betong, som sattes på plats av pontonlyftkranen Lodbrok.
Fridhemsbryggan trafikeras under sommarhalvåret av M/S Prins Carl Philip och S/S Drottningholm på rutten Stadshuskajen - Drottningholms slott.
Från Fridhemsbryggan leder den långa trappan Jakobs stege upp till Mälarhöjdsvägen och den högre belägna delen av Mälarhöjden.